# 徐開業
徐开业（1788年—1831年），字健庵，号丹岑，清朝武将。江苏阜宁六套鄉（今屬響水縣；另一說是濱海大套村）人。
祖籍姑苏，元末迁徙至北沙，明朝再遷六套。父徐伸为邑庠生。嘉庆十八年（1813年）癸酉武科中举人，入学国子监，善吟詩。嘉庆二十四年，中武科状元，因传胪未到被革去一甲一名（狀元）但保留武進士。道光二年再试，中二甲第四名，授御前一等花翎侍卫。後任后任陕西都护府宜君营参将、潼关协镇。适值白山党首领张格尔在滑县起兵作乱，继而东侵，陕西全省戒严。徐开业经兵部推举，督率精兵数千扎守隘口。
道光十一年（1831年）二月二十日因積勞成疾，感染風寒，無藥可醫，在阵地上带甲而终。誥授武功將軍，晉封武顯將軍；妻左氏，誥命一品夫人。